# Sulęcin
Sulęcin este un oraș în Polonia.